# Robert Jacobs (Landrat)
Robert Ludwig August Jacobs (* 5. August 1832 in Fehrbellin; † 30. August 1897 in Landsberg an der Warthe) war ein preußischer Verwaltungsbeamter.

## Leben
Nach dem Besuch des Pädagogium in Halle studierte Robert Jacobs an der Rheinischen Friedrich-Wilhelms-Universität Bonn und der Friedrich-Wilhelms-Universität Berlin Rechts- und Kameralwissenschaften. 1852 wurde er Mitglied des Corps Borussia Bonn. Nach dem Studium trat er in den preußischen Staatsdienst. 1863 wurde er Landrat des Kreises Landsberg (Warthe). Das Amt hatte er über mehr als 3 Jahrzehnte bis zu seinem Tod 1897 inne.
Jacobs saß von 1879 bis 1897 als Abgeordneter des Wahlkreises Frankfurt 2 (Landsberg, Soldin, bzw. ab 1894 Stadt- und Landkreis Landsberg, Soldin) im Preußischen Abgeordnetenhaus. Er gehörte der Fraktion der Konservativen Partei (Preußen) an. 1885 war er Mitglied der Agrarkommission.